# Victaria Saxton
Victaria Saxton (ur. 10 listopada 1999 w Rome) – amerykańska koszykarka, występująca na pozycji silnej skrzydłowej, od 2023 zawodniczka Castors Braine, a w okresie wiosenno-letnim Indiany Fever, w WNBA.

## Osiągnięcia
Stan na 16 marca 2024, na podstawie, o ile nie zaznaczono inaczej.

### NCAA
- Mistrzyni:
  - NCAA (2022)
  - turnieju konferencji Southeastern (SEC – 2021–2023)
  - sezonu regularnego SEC (2020, 2022, 2023)
- Uczestniczka rozgrywek:
  - NCAA Final Four (2021–2023)
  - Sweet 16 turnieju NCAA (2019, 2021–2023)
- Zaliczona do:
  - I składu:
    - najlepszych pierwszorocznych zawodniczek SEC (2019)
    - turnieju NCAA Hemisfair Region  (2021)

  - składu SEC Academic Honor Roll (2019–2023)